# Kölingareds kyrka
Kölingareds kyrka är en kyrkobyggnad i den nordöstra delen av Ulricehamns kommun. Den tillhör sedan 2006 Redvägs församling (tidigare Kölingareds församling) i Skara stift.

## Historia
På platsen fanns tidigare en medeltida kyrka, troligen av trä. Den bevarade dopfunten från 1100-talet tyder på att kyrka länge har funnits på platsen.

## Kyrkobyggnaden
Nuvarande stenkyrka uppfördes 1850 efter ritningar av arkitekt Johan Adolf Hawerman. Västra delen av långhuset i trä ska dock ha tillkommit omkring 1720 och östra delen i sten 1763. Tornet i väster tillkom på 1800-talet. År 1911 drabbades tornet av ett åsknedslag som rev loss takbeläggning. Vid efterföljande reparation försågs tornets lanternin med åskledare och nya fönster. En renovering genomfördes 1936 under ledning av arkitekt Axel Forssén då yttertaken delvis lades om. Vid en omfattande inre och yttre renovering 1952 tog man bland annat fram bemålningen från 1700-talet på predikstolen. Kyrkan är en av stiftets bäst bevarade från mitten av 1800-talet och kyrkorummet har inte märkbart förändrats.

## Inventarier

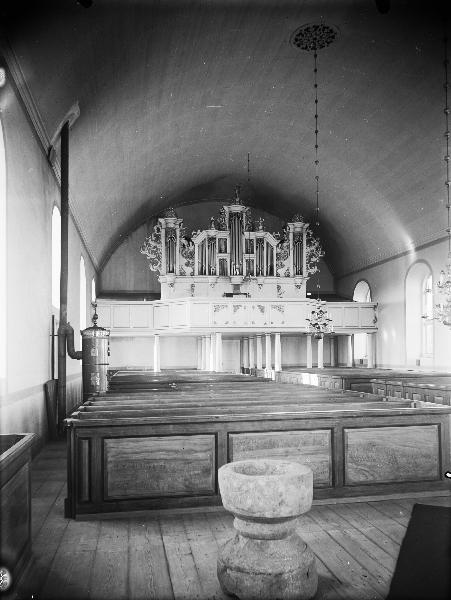
Interiör mot orgelläktaren med dopfunten.

- Dopfunt av sandsten tillverkad omkring år 1200 i två delar med höjden 80 cm. Cuppan är cylindrisk med skrånande undersida och nedtill avslutad med en kraftig vulst. De fyra grekiska korsen på randen är den enda utsmyckningen. Foten är rund med skrånande översida som avslutas med en kraftig vulst. Centralt uttömningshål. Stora sprickor och bortfallna bitar.[2]
- Altaruppsats och predikstolen härstammar från medeltidskyrkan.
- Silverskrin från 1651 som donerades 1978.

### Orgel
I kyrkan finns en av de få, men bäst bevarade Cahman-orglarna i Sverige. Den tillverkades ursprungligen 1704-1705 av Johan Niclas Cahman (1670-1737) för Mariestads domkyrka. Större delen av fasaden och pipverket inköptes av Kölingareds socken och flyttas dit 1864, där orgeln sattes upp av Svante Johansson, som tillförde nytt pipmaterial. Åren 1964-1965 genomgick orgeln en omfattande reparation och ombyggnad, som utfördes av Jacoby Orgelverkstad och en ytterligare renovering utfördes 2005 av Ålems Orgelverkstad. Orgeln bär idag tydliga spår från 1705 och 1864. De tillagda stämmorna 1864 är i en tämligen klassisk stil, vilken harmonierar väl med de ursprungliga och klangen kan anses vara i barockstil i sin helhet, om än inte i originalutförande. Verket har femton stämmor fördelade på manual och pedal.
| Manual         | Pedal         |  |
| -------------- | ------------- |  |
| Quintadena 16' | Untersatz 16' |  |
| Principal 8'   | Principal 8'  |  |
| Spetsflöjt 8'  | Quinta 6'     |  |
| Fugara 8'      | Oktava 4'     |  |
| Oktava 4'      | Basun 16'     |  |
| Flöjt 4'       |               |  |
| Quinta 3'      |               |  |
| Oktava 2'      |               |  |
| Mixtur III     |               |  |
| Trumpet 8'     |               |  |

#### Diskografi
- Gamla svenska orglar : orgeln i Kölingareds kyrka, Västergötland / Engsö, Rune, orgel. EP. SR Records RAEP 1046. Utan årtal. - Även på LP: Fyra svenska orglar. LP. SR Records RELP 1023. Utan årtal.